# Alfonso Beorlegui
Alfonso Beorlegui Canet est un militaire espagnol.

## Biographie
À 22 ans, il entre à l'Académie d'infanterie de Tolède. Après ses études en 1913, il est envoyé au Maroc où il passe la majeure partie de sa carrière militaire, et devient colonel en 1930. Il est arrêté par les Républicains lors du soulèvement manqué de Jaca de 1930.
En 1936, il est à Pampelune, quand le soulèvement militaire conduit à la guerre civile. Le général Emilio Mola le place à la tête de la Garde civile. Il assure le succès de l'insurrection en Navarre puis, à la demande de Mola, conduit une colonne avançant vers la ville frontière d'Irun afin d'empêcher les arrivées d'armes depuis la France. Il occupe cette ville le 5 septembre, après la chute des bastions du mont San Marcial en août, puis se dirige vers Saint-Sébastien qui tombe à son tour une semaine plus tard, terminant ainsi la campagne du Guipuscoa. Il meurt peu après de la gangrène, à la suite d'une blessure à la cuisse reçue lors de la bataille d'Irun.